# Foetorepus
Foetorepus es un género de peces de la familia Callionymidae, del orden Perciformes. Este género marino fue descrito por primera vez en 1931 por Gilbert Percy Whitley.

## Especies
Especies reconocidas del género:
- Foetorepus agassizii (Goode & T. H. Bean, 1888)
- Foetorepus altivelis (Temminck & Schlegel, 1845)
- Foetorepus apricus (McCulloch, 1926)
- Foetorepus australis Nakabo & McKay, 1989
- Foetorepus calauropomus (J. Richardson, 1844)
- Foetorepus dagmarae (R. Fricke, 1985)
- Foetorepus garthi (Seale, 1940)
- Foetorepus kamoharai
- Foetorepus masudai Nakabo, 1987
- Foetorepus paxtoni (R. Fricke, 2000)
- Foetorepus phasis (Günther, 1880)
- Foetorepus talarae (Hildebrand & F. O. Barton, 1949)